# Imre Asztrik Várszegi

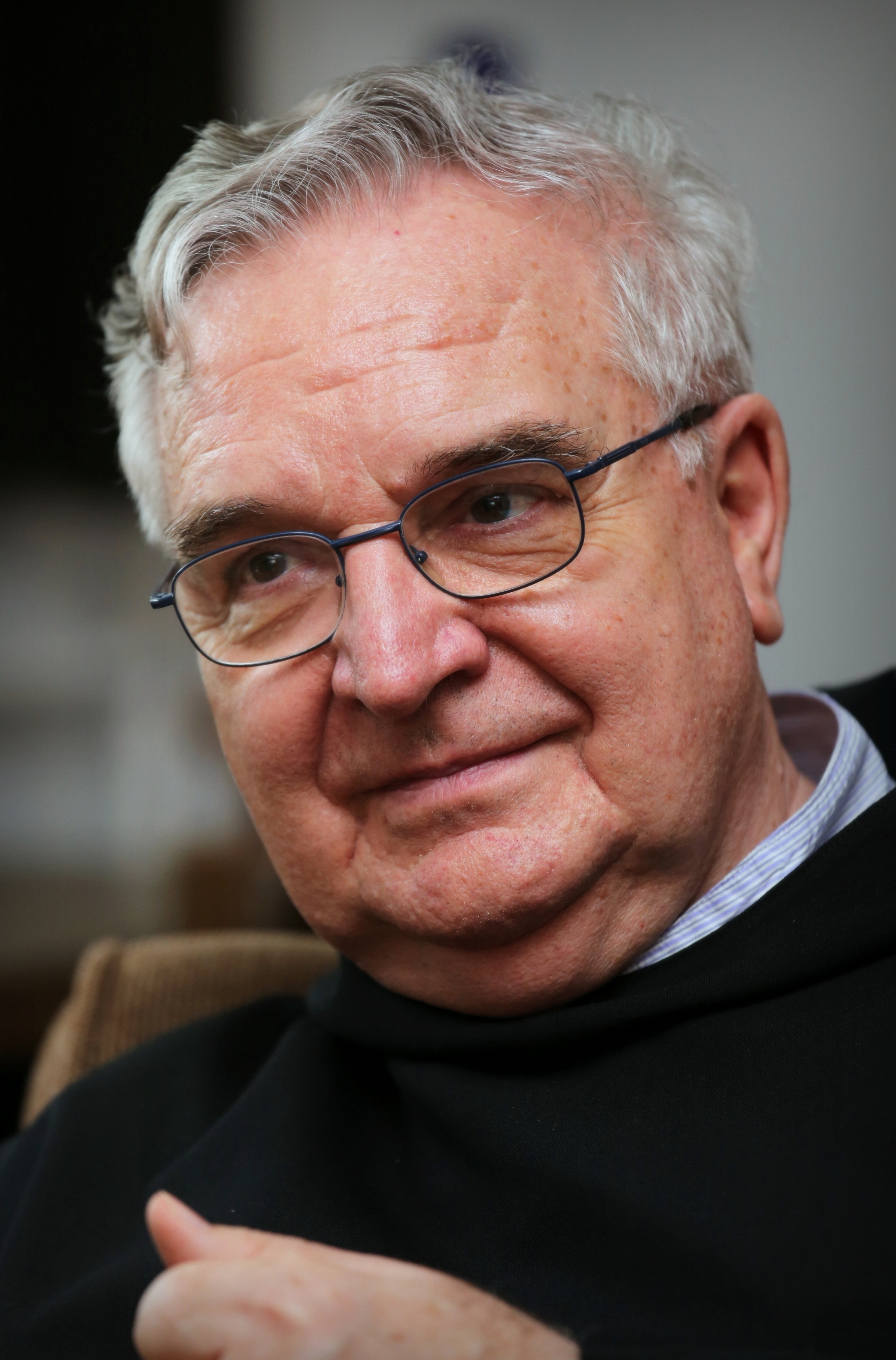
Erzabt Asztrik Várszegi (2014)

Wappen von Erzabt-Bischof Imre Asztrik Várszegi

Imre Asztrik Várszegi OSB (* 26. Januar 1946 in Sopron, Ungarn) ist ungarischer Benediktiner und emeritierter Erzabt-Bischof der Territorialabtei Pannonhalma.

## Leben
Imre Asztrik Várszegi trat in die Benediktiner-Erzabtei Pannonhalma (Martinsberg) ein und legte am 15. August 1965 ewige Profess ab. Nach seiner theologischen Ausbildung empfing er am 29. Januar 1971 die Priesterweihe. Von 1971 bis 1976 studierte er an der Budapester Loránd-Eötvös-Universität Geschichte und Germanistik für das Lehramt und war bis 1988 als Lehrer tätig. 1985 wurde er in Geschichte promoviert, 1997 in Philosophie.
Papst Johannes Paul II. ernannte ihn 1988 zum Titularbischof von Culusi und zum Weihbischof im Erzbistum Esztergom-Budapest. Die Bischofsweihe spendete ihm der Erzbischof von Esztergom, László Kardinal Paskai OFM, am 11. Februar 1989; Mitkonsekratoren waren László Dankó, Bischof von Kalocsa, und István Seregély, Erzbischof von Eger. Sein Wahlspruch ist Deus, fortitudo mea („Gott, meine Stärke“).
Von 1989 bis 1991 war er Sekretär der ungarischen Bischofskonferenz sowie Rektor des zentralen Priesterseminars (Központi Papnevelő Intézet). 1991 wurde er zum Erzabt der Benediktinerabtei Pannonhalma gewählt, 2009 erneut mit einer Amtszeit von neun Jahren. Er hat die Benediktinerabtei Pannonhalma (Martinsberg) zu einem bedeutenden internationalen Begegnungszentrum entwickelt.
Von 2001 bis 2011/12 war er zudem Delegat des Abtprimas für die Slawische Benediktinerkongregation. 2006 wurde er von der ungarischen Bischofskonferenz mit der Leitung der „Ödön-Lenard-Stiftung“ beauftragt, die die Erforschung von Kirche und Kommunismus in kommunistischer Zeit zur Aufgabe hat.
Im November 2017 kündigte Imre Asztrik Várszegi an, sich von der Leitung der Abtei Pannonhalma zurückzuziehen. Seinen Rücktritt nahm Papst Franziskus am 16. Februar 2018 an.

## Auszeichnungen
- Ritter des Malteserordens
- Ehrendoktorwürde der Katholischen Universität Löwen (1990)
- Medaille der Akademie der Erzabtei St. Peter, Salzburg
- Großes Goldenes Ehrenzeichen für Verdienste um die Republik Österreich (2012)[6][7]
- Mitglied der historischen Sektion der Bayerischen Benediktinerakademie (seit 2023: Benediktinische Akademie Salzburg)
- Präsident der Superioren-Konferenz der männlichen Ordensgemeinschaften Ungarns (Férfi Szerzeteselöljárók Konferenciája (FSzK))
- Präsident des Christlich-jüdischen Rates in Ungarn
- Vorsitzender des Ausschusses Kultur und Wissenschaft der Ungarischen Bischofskonferenz
- Vorsitzender des Ausschusses für das Heilige Leben der Ungarischen Bischofskonferenz
- Mitglied des Ausschusses für die Medien der Ungarischen Bischofskonferenz
- Kurt-Schubert-Gedächtnispreis (2022)